# Psychotria eladii
Espèce
Psychotria eladii O.Lachenaud  est une espèce de plantes du genre Psychotria. C’est une plante endémique du Cameroun.